# Federico Andrada
Federico Óscar Andrada (Vicente López, 3 marzo 1994) è un calciatore argentino, attaccante del Gualberto Villarroel.

## Caratteristiche tecniche
È una punta centrale.

## Carriera

### Club
Cresce nelle giovanili del River Plate. Andrada è il miglior goleador di sempre nelle giovanili della squadra argentina con 139 reti. Viene promosso in prima squadra giocando in totale 15 volte e segnando una sola rete.

#### Bari
Il 31 gennaio 2018 il Bari annuncia di aver acquisito il cartellino del giocatore a titolo definitivo dal River Plate. Firma un contratto fino al 2020. Fa il suo esordio in campionato il 30 aprile 2018 nella partita giocata contro il Palermo e terminata con il risultato di 1-1.
Gioca la sua prima partita da titolare e segna il suo primo gol  nel match seguente, terminato 3-1 a favore del Bari, ai danni del Perugia. A fine stagione rimane svincolato dopo il fallimento del Bari.

### Nazionale
Ha preso parte al campionato sudamericano Under-17 2011, disputando 8 partite ed andando a segno in 4 occasioni.

## Statistiche

### Presenze e reti nei club
Statistiche aggiornate al 4 gennaio 2021.
| Stagione            | Squadra            | Campionato         | Campionato | Campionato | Coppe nazionali | Coppe nazionali | Coppe nazionali | Coppe continentali | Coppe continentali | Coppe continentali | Altre coppe | Altre coppe | Altre coppe | Totale | Totale |
| Stagione            | Squadra            | Comp               | Pres       | Reti       | Comp            | Pres            | Reti            | Comp               | Pres               | Reti               | Comp        | Pres        | Reti        | Pres   | Reti   |
| ------------------- | ------------------ | ------------------ | ---------- | ---------- | --------------- | --------------- | --------------- | ------------------ | ------------------ | ------------------ | ----------- | ----------- | ----------- | ------ | ------ |
| 2012-2013           | River Plate        | PD                 | 1          | 0          |                 |                 |                 | -                  | -                  | -                  | -           | -           | -           | 1      | 0      |
| 2013-2014           | River Plate        | PD                 | 14         | 1          |                 |                 |                 | CS                 | 4                  | 0                  | -           | -           | -           | 18     | 1      |
| Totale River Plate  | Totale River Plate | Totale River Plate | 15         | 1          |                 |                 |                 |                    | 4                  | 0                  |             | -           | -           | 19     | 1      |
| 2014-2015           | Metz               | L1                 | 12         | 0          | CF+CdL          | 1+1             | 0               |                    | -                  | -                  | -           | -           | -           | 14     | 0      |
| lug.-dic. 2015      | Atlético Rafaela   | PD                 | 5          | 0          |                 |                 |                 |                    | -                  | -                  | -           | -           | -           | 5      | 0      |
| feb.-mag. 2016      | Quilmes            | PD                 | 13         | 2          |                 |                 |                 |                    | -                  | -                  | -           | -           | -           | 13     | 2      |
| ago. 2016-giu. 2017 | Quilmes            | PD                 | 29         | 7          |                 |                 |                 |                    | -                  | -                  | -           | -           | -           | 29     | 7      |
| Totale Quilmes      | Totale Quilmes     | Totale Quilmes     | 42         | 9          |                 |                 |                 |                    | -                  | -                  |             | -           | -           | 42     | 9      |
| lug.-dic. 2017      | Vélez Sarsfield    | PD                 | 10         | 1          | CA              | 3               | 1               |                    | -                  | -                  | -           | -           | -           | 13     | 2      |
| gen.-giu. 2018      | Bari               | B                  | 3          | 1          |                 |                 |                 |                    | -                  | -                  | -           | -           | -           | 3      | 1      |
| ago. 2018-2019      | Unión (SF)         | PD                 | 9          | 0          | CS              | 1               | 0               |                    | -                  | -                  | -           | -           | -           | 10     | 0      |
| 2019-2020           | Aldosivi           | PD                 | 21         | 3          | CS              | 1               | 1               |                    | -                  | -                  | -           | -           | -           | 22     | 4      |
| 2020-2021           | Aldosivi           | PD                 | 0          | 0          | CLP             | 9               | 2               |                    | -                  | -                  | -           | -           | -           | 9      | 2      |
| Totale Aldosivi     | Totale Aldosivi    | Totale Aldosivi    | 21         | 3          |                 | 10              | 3               |                    | -                  | -                  |             | -           | -           | 31     | 6      |
| Totale carriera     | Totale carriera    | Totale carriera    | 117        | 15         |                 | 15+1            | 4               |                    | 4                  | 0                  |             | -           | -           | 137    | 19     |

### Cronologia presenze e reti in nazionale
| Cronologia completa delle presenze e delle reti in nazionale ― Argentina under 17 | Cronologia completa delle presenze e delle reti in nazionale ― Argentina under 17 | Cronologia completa delle presenze e delle reti in nazionale ― Argentina under 17 | Cronologia completa delle presenze e delle reti in nazionale ― Argentina under 17 | Cronologia completa delle presenze e delle reti in nazionale ― Argentina under 17 | Cronologia completa delle presenze e delle reti in nazionale ― Argentina under 17 | Cronologia completa delle presenze e delle reti in nazionale ― Argentina under 17 | Cronologia completa delle presenze e delle reti in nazionale ― Argentina under 17 |
| Data                                                                              | Città                                                                             | In casa                                                                           | Risultato                                                                         | Ospiti                                                                            | Competizione                                                                      | Reti                                                                              | Note                                                                              |
| --------------------------------------------------------------------------------- | --------------------------------------------------------------------------------- | --------------------------------------------------------------------------------- | --------------------------------------------------------------------------------- | --------------------------------------------------------------------------------- | --------------------------------------------------------------------------------- | --------------------------------------------------------------------------------- | --------------------------------------------------------------------------------- |
| 12-3-2011                                                                         | Latacunga                                                                         | Argentina under 17                                                                | 4 – 2                                                                             | Perù under 17                                                                     | Sudamericano U-17 2011 - Prima fase                                               | -                                                                                 |                                                                                   |
| 18-3-2011                                                                         | Riobamba                                                                          | Argentina under 17                                                                | 1 – 2                                                                             | Uruguay under 17                                                                  | Sudamericano U-17 2011 - Prima fase                                               | 1                                                                                 |                                                                                   |
| 21-3-2011                                                                         | Latacunga                                                                         | Argentina under 17                                                                | 3 – 0                                                                             | Bolivia under 17                                                                  | Sudamericano U-17 2011 - Prima fase                                               | -                                                                                 | 72’                                                                               |
| 28-3-2011                                                                         | Latacunga                                                                         | Argentina under 17                                                                | 1 – 0                                                                             | Paraguay under 17                                                                 | Sudamericano U-17 2011 - Girone finale                                            | -                                                                                 | 89’                                                                               |
| 31-2-2011                                                                         | Quito                                                                             | Argentina under 17                                                                | 1 – 1                                                                             | Uruguay under 17                                                                  | Sudamericano U-17 2011 - Girone finale                                            | 1                                                                                 | 83’                                                                               |
| 3-4-2011                                                                          | Latacunga                                                                         | Argentina under 17                                                                | 2 – 1                                                                             | Colombia under 17                                                                 | Sudamericano U-17 2011 - Girone finale                                            | 1                                                                                 |                                                                                   |
| 6-4-2011                                                                          | Quito                                                                             | Argentina under 17                                                                | 1 – 2                                                                             | Ecuador under 17                                                                  | Sudamericano U-17 2011 - Girone finale                                            | -                                                                                 | 46’                                                                               |
| 9-4-2011                                                                          | Quito                                                                             | Argentina under 17                                                                | 2 – 3                                                                             | Brasile under 17                                                                  | Sudamericano U-17 2011 - Girone finale                                            | 1                                                                                 |                                                                                   |
| Totale                                                                            |                                                                                   | Presenze                                                                          | 8                                                                                 |                                                                                   | Reti                                                                              | 4                                                                                 |                                                                                   |

## Palmarès

### Club
- Campionato argentino: 1

River Plate: 2014 (C)